# 850 Altona
850 Altona је астероид главног астероидног појаса са пречником од приближно 80,90 .
Афел астероида је на удаљености од 3,379 астрономских јединица (АЈ) од Сунца, а перихел на 2,619 АЈ. 
Ексцентрицитет орбите износи 0,126, инклинација (нагиб) орбите у односу на раван еклиптике 15,484 степени, а орбитални период износи 1897,430 дана (5,194 година). 
Апсолутна магнитуда астероида је 9,60 а геометријски албедо 0,039.
Астероид је откривен 27. марта 1916. године.